# Aniol Serrasolses i Solà
Aniol Serrasolses i Solà (Girona, 9 d'abril de 1991) és un piragüista d'aigües braves català.
S'estrenà com a piragüista formant part del Club Piragüisme Salt-Ter i aconseguí destacar en estil lliure. A nivell competitiu aconseguí els primers triomfs amb la victòria dels Natural Games l'any 2008 i la Copa Noruega d'extrem l'any 2011. Navegà per rius de màxima dificultat i amb els salts més grans. Fou el primer piragüista en fer el salt del Puma, una cascada de 35 metres a Xile, i aconseguí el segon rècord mundial en navegar per la cascada Big Banana, de 42 metres. Posteriorment entrà a l'equip Red Bull i assolí salts de gran ressò com ara el de Ram Falls de 30 metres, el d'Alexandra Falls de 32 metres i el Key Holes de 35 metres, tots tres al Canadà. L'any 2016 guanyà el Campionat del Món de kayak extrem i l'any 2017 es quedà a 28 centèsimes de revalidar el títol, acabant segon per darrere del neozelandès Sam Sutton. Resident a Sort, treballà de guia de riu i és germà del també piragüista Gerd Serrasolses.